# Triodon macropterus

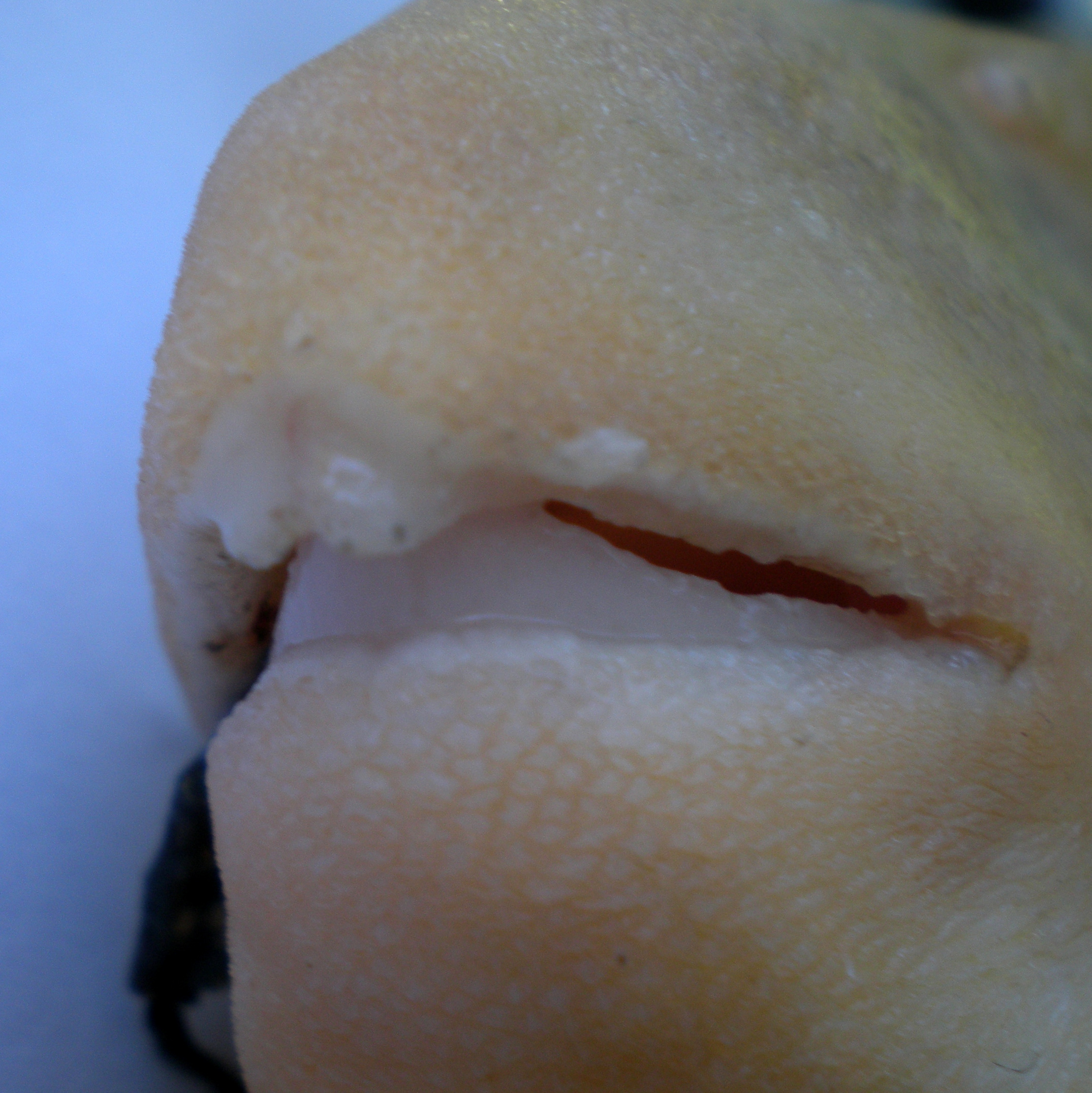
Particolare dei denti

Triodon macropterus (Lesson, 1831) è un pesce osseo marino unico membro vivente della famiglia Triodontidae (ordine Tetraodontiformes).

## Distribuzione e habitat
Questa specie è endemica dell'Indo-Pacifico tropicale dalle coste est dell'Africa fino ad Australia, Nuova Caledonia e Tonga. È un animale complessivamente raro in tutto l'areale. Vive a profondità tra 50 e 300 metri, su fondali rocciosi.

## Descrizione
La caratteristica che distingue i Triodontidae da tutti gli altri Tetraodontiformes è costituita dall'avere 3 denti. L'aspetto di questi pesci è particolare per la grande e vistosa plica cutanea presente sul ventre che può essere rigonfiata di acqua di mare come sistema di difesa simile a quello dei pesci palla. La pinna dorsale e la pinna anale sono brevi; in alcuni esemplari è stata riportata la presenza di una piccola pinna dorsale spinosa con uno o due raggi posta anteriormente a quella a raggi molli. La pinna caudale è forcuta. La colorazione è complessivamente giallastra o bruno giallastra tranne nella plica cutanea ventrale che può essere biancastra e su cui spicca una vistosa macchia circolare nera circondata da un'area gialla di estensione variabile. La taglia massima si aggira sui 48-54 cm.

## Biologia
Poco nota.

### Alimentazione
Si nutre di zooplancton (soprattutto crostacei misidi) e di invertebrati bentonici come spugne e ricci di mare.

### Riproduzione
I giovanili fino a una lunghezza di 2 centimetri hanno uno stomaco enormemente allargato.